# Albert Mol

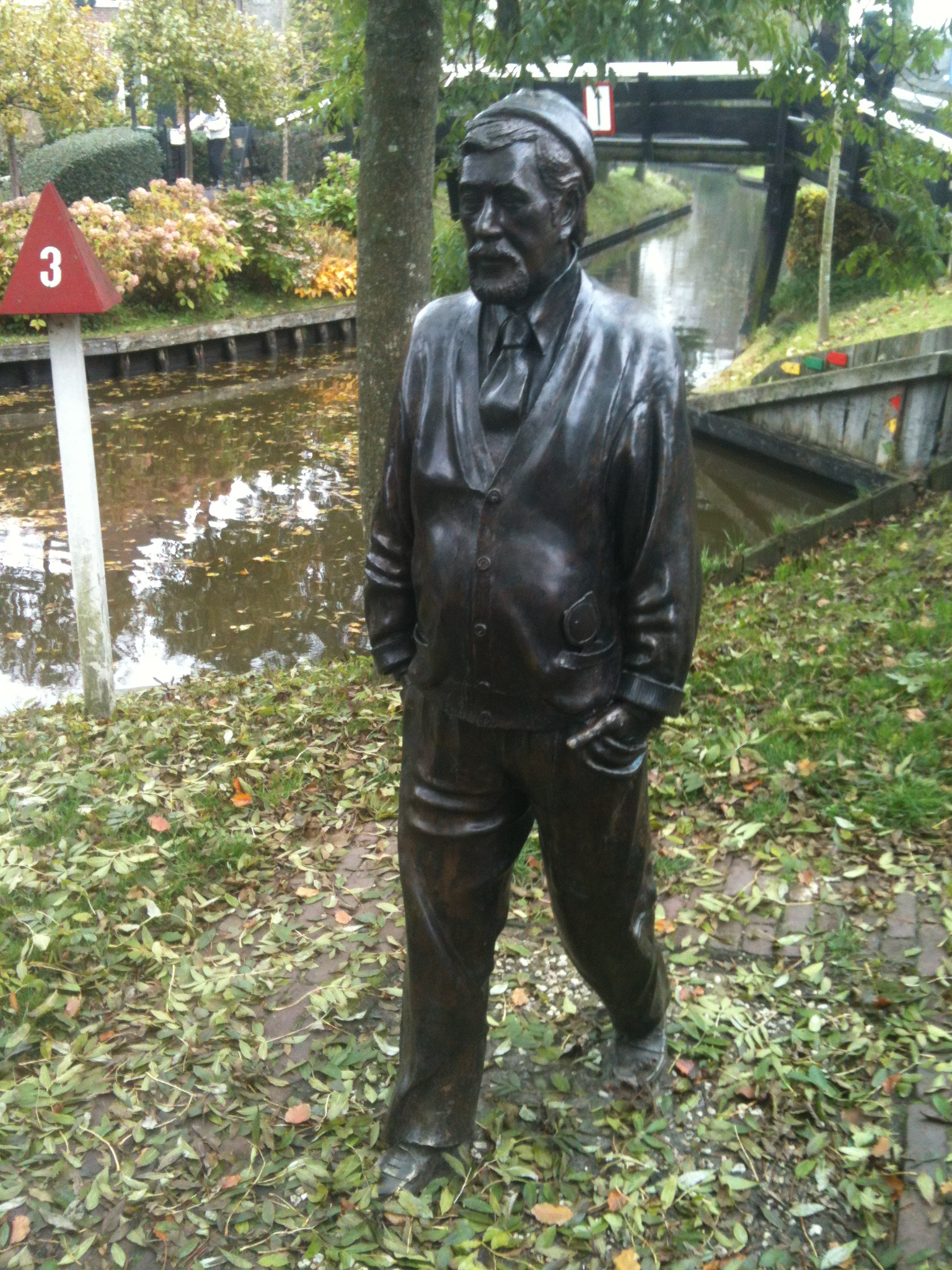
Een standbeeld van Mol in Giethoorn

Albert Mol (Amsterdam, 3 januari 1917 – Laren (Gelderland), 9 maart 2004) was een Nederlands acteur, danser, cabaretier en schrijver.

## Loopbaan
Als danser trad Albert Mol vanaf de jaren dertig op in onder andere Italië, Zweden, Frankrijk, Zwitserland en Oostenrijk. Ook werkte hij als choreograaf. Hij danste zelfs kortstondig in de Scala in Milaan, maar kon daar niet blijven omdat hij vanwege zijn homoseksualiteit geschaduwd werd door agenten van de plaatselijke zedenpolitie.
In eigen land werd hij bekend in de films Het wonderlijke leven van Willem Parel (1955), Fanfare (1958) en De zaak M.P. (1960) van Bert Haanstra. Hij trad in die tijd ook veelvuldig op in het ensemble van Wim Sonneveld. Grote bekendheid kreeg Mol met zijn rol als panellid van het jaren 70-spelletje Wie van de Drie, dat tot begin jaren tachtig zou voortbestaan. Na Wie van de Drie was hij vaste medewerker van de 1-2-3-show. Hij speelde ook mee in de films Lieve jongens (1980) en Op hoop van zegen (1986).
In de nadagen van zijn loopbaan had Mol een rol in We zijn weer thuis en een gastrol in de comedyserie Toen was geluk heel gewoon. Ook speelde hij mee in de aflevering Fout in ‘45 van de docudrama-serie 30 minuten van Arjan Ederveen (1995). In 1997 was Albert Mol wederom voor enkele afleveringen panellid in een remake van Wie van de Drie.
Mol heeft diverse boeken geschreven. Eén daarvan, Wat zien ik!?, werd in 1971 verfilmd door Paul Verhoeven. Toen Mol werd gevraagd of hij toestemming gaf voor het maken van een gelijknamige musical, reageerde hij met "Tuurlijk! Het zal tijd worden!". In 2006 kwam de musical Wat Zien Ik?! uit, maar het resultaat heeft Mol niet meer gezien.

## Privéleven
Albert Mol, zoon van Albertina Magdalena Mol, was van 1948 tot 1955 gehuwd met balletdanseres Lucy Bor. Ze hadden samen een dochter: de actrice Kika Mol (1949). Als een van de eerste televisiepersoonlijkheden kwam hij er in 1969 tijdens het programma Een groot uur U tegenover presentator Koos Postema openlijk voor uit homoseksueel te zijn. Hiermee was hij een belangrijke gangmaker voor homo-emancipatie in Nederland. Tot op hoge leeftijd was hij actief voor de emancipatie van de homoseksuelen. Op 16 maart 1998 sloot Albert Mol met zijn vriend Guerdon Bill (Geurt voor vrienden), met wie hij al dertig jaar samenwoonde, een geregistreerd partnerschap in het gemeentehuis van Zutphen.
De laatste levensjaren werden getekend door een langzaam aftakelen en veel ziekteperiodes. Mol leefde een teruggetrokken bestaan in Laren in Gelderland. Zijn partner Bill overleed in augustus 2003 op 67-jarige leeftijd. Ruim een half jaar later overleed Albert Mol op 87-jarige leeftijd in zijn woonplaats Laren. Hij werd gecremeerd in crematorium Dieren.

## Boeken
- Breek me de bek niet open (met Frans Mulder)
- Het doek viel te vroeg
- Wat Zien Ik!?
- Haar van Boven
- Blonde Greet
- Dag dag, welterusten
- Mengele broek en pintje billen (autobiografisch)
- Zelf gebakken (kookboek)

## Boek over Albert Mol
- Albert Mol (door Tony van Verre)

## Over Albert Mol
- Een tv-portret van Albert Mol en 'Geurt' was te zien in Verslag op Dinsdag (1969), een magazine van de KRO-tv gemaakt door Theo Uittenbogaard
- Een documentaire genaamd Malle Appie werd in 2003 gemaakt door Karin Junger.
- Daniël Cohen schreef een musical over Albert Mol: De Mol en de Paradijsvogel, in 2023 uitgebracht door OpusOne in het Queer and Pride Festival .

## Standbeeld
Van Albert Mol zijn twee standbeelden gemaakt door kunstenaar Wim Kuijl. Er staat een exemplaar in Giethoorn. Ook in zijn vroegere woonplaats, het Gelderse Laren, heeft zijn beeld een plek gekregen in het dorpscentrum. Na het overlijden van Kuijl is uit delen een kopie van zijn standbeeld van Mol samengesteld en aan verzorgingshuis Regina Pacis in Arnhem geschonken.